# Anna Vlastimila Růžičková
Anna Vlastimila Růžičková (vlastním jménem Anna Růžičková, 8. července 1824 Plzeň – 10. prosince 1869 Praha) byla česká učitelka, spisovatelka, básnířka, herečka ochotnického divadla, překladatelka a feministka. Patří k jedněm z prvních česky publikujících básnířek, přispívala do českých periodik a věnovala se překladu.

## Život

### Mládí
Narodila se v Plzni do české rodiny. V devatenácti letech odešla do Prahy, kde pak pracovala jako švadlena. Posléze působila jako učitelka, kteréžto povolání tehdy v Rakouském císařství podléhalo celibátu, nikdy se tedy neprovdala.

### Umělecké působení
V Praze se začala zapojovat do českého vlasteneckého života, začala užívat vlastenecké prostřední jméno Vlastimila. Spolu s Marií Čackou, Františkou Svobodovou či Boženou Němcovou patřila k prvním česky publikujícím spisovatelkám a básnířkám. Přispívala svými básněmi a drobnými beletristickými díly do almanachů a soudobých časopisů, např. Květy, Včela, Lumír, Rodinná kronika, Besedník a dalších. Vlastní samostatnou sbírku Básně vydala roku 1859, u nakladatelky a tiskařky Kateřiny Jeřábkové. V básnické tvorbě se věnovala především lyrickým a vlasteneckým tématům.
Rovněž se jako herečka a recitátorka účastnila ochotnických divadelních aktivit, především na Smíchově. Vedle vlastní tvorby je autorkou také několika překladů z maďarštiny, němčiny a francouzštiny.
Ke konci života žila v domě č. 5 v Bartolomějské ulici na Starém Městě v Praze.

### Úmrtí
Anna Vlastimila Růžičková zemřela 10. prosince 1869 v Praze následkem rakoviny tlustého střeva ve věku 45 let. Pohřbena byla na Olšanských hřbitovech, pohřbu se účastnil mj. básník Julius Zeyer. Její nekrolog uveřejnil mj. i deník Národní listy.

## Dílo (výběr)
- Heinrich Zschokke: Uprchlec v horách Jurských (1847, překlad z němčiny)
- Básně (sbírka básní, 1859)[3]
- Garay: Matěj, král uherský v Gemeru (překlad z maďarštiny)[4]